# Zones humides de l'arrière dune du Pays de Born et de Buch
Pour les articles homonymes, voir Zone humide (homonymie).
Les zones humides de l'arrière dune du Pays de Born et de Buch  est le nom donné à une chaîne de grands lacs landais et de leurs émissaires et principaux affluents. Elles s'étendent à l'arrière de la frange littorale du sud du département de la Gironde (pays de Buch) et du Nord du département des Landes (pays de Born) et font l'objet d'un classement dans le réseau Natura 2000 sous le code : FR7200714.

## Présentation
Le site Natura 2000 Zones humides de l'arrière dune des pays de Born et de Buch (zone spéciale de conservation) est créé par arrêté du 28 janvier 2016. D'une superficie de 12 915 hectares, cet ensemble de zones humides s'étend sur 15 communes, avec du nord au sud : La Teste-de-Buch, Sanguinet, Biscarrosse, Parentis-en-Born, Ychoux, Gastes, Sainte-Eulalie-en-Born, Mimizan, Aureilhan, Saint-Paul-en-Born, Pontenx-les-Forges, Luë, Labouheyre, Bias et Escource. Ces vastes étendues lacustres et leurs milieux attenants ont été désignés au titre de la Directive Habitats Faune Flore.

### Objectifs
Initié par l'Union européenne, Natura 2000 est un réseau de sites européens dont l'objectif est d'enrayer la perte de la biodiversité. Ce réseau comprend des sites désignés par les États au titre de deux directives :
- la Directive Oiseaux : signée en 1979, elle vise à préserver certaines espèces d'oiseaux remarquables et leurs habitats (en France, 371 sites pour 46 000 km2 environ)
- la Directive Habitat : signée en 1992, elle vise à protéger les milieux naturels remarquables (lagunes, landes tourbières, boisements) et certaines espèces animales et végétales (en France, 1334 sites pour 52 000 km2 environ)

### Enjeux de conservation
Les enjeux écologiques du site portent principalement sur :
- les végétaux : végétations aquatiques lacustres et leur complexe rivulaire tourbeux et ouvert (landes humides, marais, tremblants et tourbières)
- les espèces : il a de grandes responsabilités vis-à-vis du vison d'Europe, de l'isoetes boryana, petite fougère aquatique qu'on ne retrouve que sur les deux grands lacs, de la grande noctule, de la Leucorrhine à gros thorax et du faux cresson de Thore.

D’autres enjeux forts de préservation existent pour des espèces non protégées par la directive Habitats. C'est le cas des pelouses à Littorella uniflora et des groupements à Lobelia dortmanna. D'autres espèces encore sont à prendre en compte dans ce site, même si elles n'ont pas de statut de protection spécifique au niveau national mais sont protégées en Aquitaine, elles peuvent être déterminantes pour la définition de ZNIEFF.  D'autres espèces n'ont aucun statut de protection mais leur spécificité sur le site et leur lien avec des habitats particuliers leur donne une importance non négligeable (cas du Trèfle d'eau - Menyanthes trifoliata). 

### Sites
Les sites concernés sont :
| Type              | Site                                          | Photo |
| ----------------- | --------------------------------------------- | ----- |
| Grand lac landais | Lac de Cazaux et de Sanguinet                 |       |
| Grand lac landais | Lac de Biscarrosse et de Parentis             |       |
| Étang naturel     | Petit étang de Biscarrosse                    |       |
| Étang naturel     | Étang d'Aureilhan                             |       |
| Étang naturel     | Étang de Bourg-le-Vieux (Bias)                |       |
| Étang artifciel   | Étang des forges d'Ychoux                     |       |
| Étang artifciel   | Étang des forges de Pontenx                   |       |
| Plan d'eau        | Plan d'eau du Barit (Labouheyre)              |       |
| Plan d'eau        | Lagune de Tirelagüe (Mimizan)                 |       |
| Marais            | Marais de la Tafarde (Sainte-Eulalie-en-Born) |       |
| Canal             | Canal des Landes                              |       |
| Courant           | Courant de Sainte-Eulalie                     |       |
| Courant           | Courant de Mimizan                            |       |
| Rivière           | la Gourgue                                    |       |
| Rivière           | le Nasseys                                    |       |
| Rivière           | la Pave                                       |       |
| Rivière           | le Canteloup                                  |       |
| Rivière           | l'Escource                                    |       |
| Rivière           | le Tirelagüe                                  |       |